# 36472 Ebina
36472 Ebina este un asteroid din centura principală de asteroizi.

## Descriere
36472 Ebina este un asteroid din centura principală de asteroizi. A fost descoperit pe 27 august 2000 la Bisei Spaceguard Center în cadrul programului BATTeRS. Asteroidul prezintă o orbită caracterizată de o semiaxă mare de 2,28 ua, o excentricitate de 0,17 și o înclinație de 4,6° în raport cu ecliptica.